# ويل بالمر
ويل بالمر (بالإنجليزية: Will Palmer)‏ هو سائق سيارة سباق بريطاني، ولد في 15 فبراير 1997 في Horsham ‏ في المملكة المتحدة.

## وصلات خارجية
- الموقع الرسمي
- ويل بالمر على موقع DriverDB.com (الإنجليزية)